# Jan Protasowicz
Jan Protasowicz, Jan Benedyktowicz Protasowicz z Mohilnej h. Jastrzębiec (zm. po 1608) – pisarz, autor pierwszej w Polsce encyklopedii. 

## Życiorys
Pochodził z rodziny ruskich bojarów i uważa się, że był najpewniej sędzią grodzkim wileńskim. Dedykacja zaś  jego encyklopedii "Januszowi Skuminowi Pisarzowi Wielkiego Księstwa Litewskiego i Staroście bracławskiemu" umiejscawia autora wśród urzędników państwowych wileńszczyzny.
W oficynie wileńskiej Jana Karcana wydał w 1595-1608 pięć utworów wierszowanych, w tym Konterfet Człowieka Starego (1597) oraz Inventores rerum, albo krótkie opisanie kto co wynalazł i do używania ludziom podał (1608) – pierwszą polską encyklopedię, w której jako pierwszy w Polsce dane ułożył w porządku alfabetycznym.

## Wydania
- Inventores rerum, Jan Protasowicz,  wydał Ksawery Świerkowski. Zakład Narodowy Ossolińskich, Wrocław, 1973; stron 120